# Estadio Víctor Montoya Segura
El Estadio Víctor Montoya Segura es un estadio de fútbol, ubicado en la ciudad de Jaén, en la zona de la ceja de selva del noroeste, en Perú.
El nombre proviene del profesor Víctor Montoya Segura, que llegó a Jaén en 1958 y desarrolló una importante carrera de maestro; ayudando a los jóvenes jaenenses y a los de otros distritos de la provincia de Jaén. Gestionó la construcción del estadio en 1962 y fundó el club ADA, que pertenece a la zona. Por sus obras, llegó a ser un personaje emblema de Jaén hasta que murió asesinado en 1972 por traficantes.
En el año 2000 albergó algunos partidos de local de Juan Aurich y en 2022, fue la localía del Carlos Stein.
Actualmente sirve de escenario para el club ADA , de la segunda división peruana cuando juega de local.